# Investidura presidencial de Yamandú Orsi
La investidura presidencial de Yamandú Orsi como 43.º presidente constitucional de Uruguay se llevó a cabo el sábado 1 de marzo de 2025, primero en el Palacio Legislativo y luego en la Plaza Independencia. En dicha ceremonia, también prestó juramento Carolina Cosse como 19.º vicepresidenta de Uruguay. Simultáneamente, el Estado uruguayo celebró 40 años de democracia ininterrumpida.Esta fue la novena asunción presidencial desde el retorno de la democracia en Uruguay en 1985. 
La toma de posesión marcó el final de la transición presidencial de Yamandú Orsi, quien fue elegido por el partido Frente Amplio en las elecciones generales de 2024 en la segunda vuelta celebrada el 24 de noviembre de 2024. Yamandú Orsi se convirtió en el primer presidente nacido en el interior del país desde Baltasar Brum, quien ejerció la primera magistratura entre 1919 y 1923.
El evento comenzó con una sesión ante la Asamblea General, donde el presidente y la vicepresidenta electos prestaron su compromiso de honor frente a diputados y senadores. Luego, se realizó un desfile por Avenida Libertador hasta la Plaza Independencia escoltados por el cuerpo de Blandengues, guardia ceremonial del Poder Ejecutivo. El presidente y la vicepresidenta se desplazaron en un Hyundai Ioniq 5 eléctrico, que había sido adaptado para la ocasión. Llegados a la Plaza Independencia, el presidente saliente le entregó la banda presidencial al entrante, se realizó un acto protocolar con honores militares y el primer discurso público del nuevo presidente. La jornada finalizó con la presentación del gabinete y el saludo a las delegaciones extranjeras en el Palacio Estévez.

## Ceremonia
El presidente entrante Yamandú Orsi salió alrededor de las 12:40 desde su casa en Salinas, Canelones, rumbo al Palacio Legislativo para la ceremonia de asunción. Alrededor de las 13:00 comenzaron a llegar los distintos invitados al Palacio Legislativo.
Cercanos a las 13:30, la Barra Ámsterdam del Club Atlético Peñarol se dirigió desde el Palacio Peñarol rumbo al Palacio Legislativo bajo el lema «que el nuevo gobierno no se olvide de los pibes en Brasil», en referencia a los hinchas de Peñarol que fueron detenidos en el marco de los incidentes en Río de Janeiro previo al partido con Botafogo por la semifinal de la Copa Libertadores de 2024. Simultáneamente, distintos exfuncionarios de la mutualista Casa de Galicia se manifestaron en las afueras del Palacio Legislativo en apoyo a Orsi y en reclamo al gobierno saliente.
Poco después de las 14:00, Yamandú Orsi y Carolina Cosse llegaron al Palacio Legislativo para la ceremonia de asunción, saludando a los distintos integrantes del Parlamento en su entrada. A las 14:31, el presidente de la Asamblea General, Alejandro Sánchez, tomó juramento a Yamandú Orsi quien, tras hacer la declaración de fidelidad constitucional, fue investido como presidente de la República. Acto seguido, Carolina Cosse también hizo su declaración y fue investida como vicepresidenta de la República, y tras asumir el cargo la vicepresidente pasó a presidir la Asamblea General y dio paso a la segunda parte de la sesión.
A las 14:45 Yamandú Orsi ofreció su primer discurso como presidente de la República.El discurso duró unos 23 minutos.Transcripto y resumido de la siguiente manera:

En un día como hoy, pero hace exactamente cuarenta años, Uruguay recuperaba su democracia. […] Atrás quedaba el periodo más doloroso de nuestra historia contemporánea, marcado por la persecución política y la crueldad humana como método de gobierno y por el saqueo económico como parte central de ese proyecto político. […] Este es un país de partidos políticos, de alternancia en el poder, de acuerdos. Un país en el que la confianza sigue siendo un elemento central para su funcionamiento. […] Corresponde entonces agradecer a los partidos políticos de mi país […]

Corresponde también agradecer a los ex presidentes aquí presentes: Julio María Sanguinetti, Luis Lacalle Herrera y José Mujica; a los que desgraciadamente no están entre nosotros: Jorge Batlle y Tabaré Vázquez; y al presidente saliente, Luis Lacalle Pou, a todos ellos, por sostener y alimentar esta reconstrucción democrática de manera ininterrumpida durante cuatro décadas. Este gobierno llega precedido entonces de esa acumulación positiva […] Gracias a esa acumulación positiva el país pudo superar en 2002 su peor crisis en este periodo democrático y lo hizo a través de la acción política y el diálogo incansable, encabezado por Alejandro Atchugarry, y acompañado por actores  […] 
Para continuar ese camino será necesario mucho diálogo, mano tendida […] Personalmente me rebelo contra ese supuesto país de las dos mitades […] Dijimos y repetimos en la campaña electoral que no llegaríamos al gobierno con un espíritu refundacional, pero sí con la certeza de que las causas de nuestro pueblo no admiten la menor demora. […] El evidente cambio climático nos advierte que debemos formular estrategias de desarrollo con un enfoque sostenible y humano […] es imperioso avanzar en un Plan Nacional de Aguas […] El ecosistema científico será jerarquizado con la creación de una Secretaría de Ciencia, Tecnología e Innovación en Presidencia […] También necesitamos reconstruir la convivencia entre nosotros, sabiendo que la seguridad constituye uno de nuestros derechos humanos fundamentales. […] Sigue intacto nuestro compromiso con la lucha frontal contra el crimen organizado, el narcotráfico y el lavado de activos. Estos tiempos están caracterizados por tramas sociales más complejas […] se vuelve imperioso colocar todo el peso del Estado en combatir […] la pobreza infantil. […] Un país que no cuida a sus niñas y niños no se cuida a sí mismo. […]
Sobrevuela un concepto de libertad ultra individualista que predica el predominio del más fuerte. Nunca será esta nuestra noción de libertad. La libertad individual en la que creemos es en clave de convivencia e igualdad de oportunidades en los aspectos esenciales de la vida. […]
Honorables visitantes extranjeros: […] queremos sumar esfuerzos para contribuir con la estabilidad y la paz en un mundo cada vez más complejo y cambiante. El avance de las acciones y acuerdos del MERCOSUR, el reforzamiento de la CELAC, la participación cada vez más activa en la OEA, la profundización de la cooperación Sur-Sur […] 

Hoy hice un juramento que prometo honrar con dedicación […] Vamos a construir un mejor Uruguay. Hoy comenzamos. Larga vida a la República, larga vida a la democracia, larga vida a los partidos políticos que garantizan el pluralismo y la libertad. Que nuestro país sea un faro de convivencia, de respeto y de desarrollo para todos los uruguayos y uruguayas. Muchas gracias»

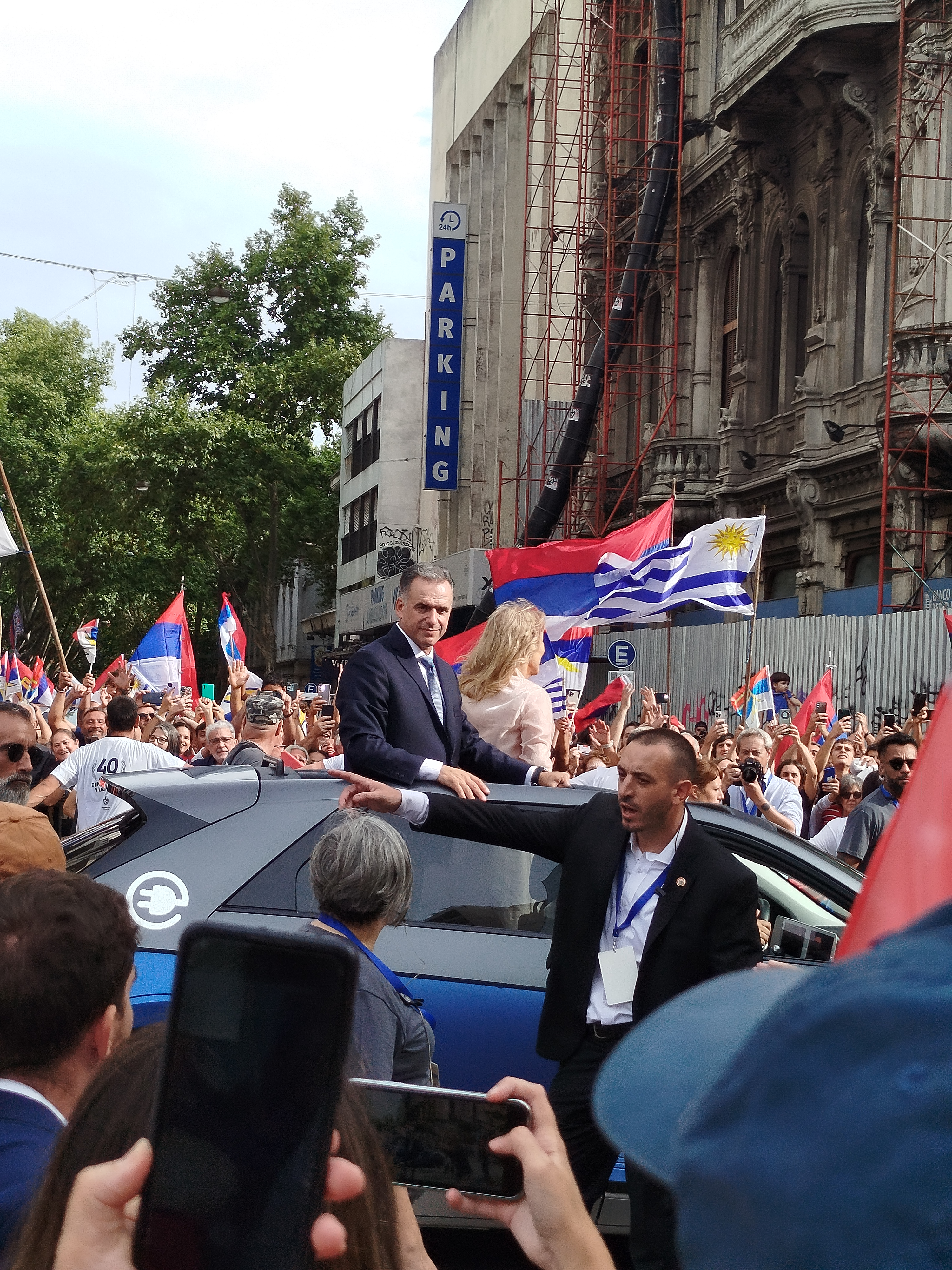
Yamandú Orsi y Carolina Cosse camino a la Plaza Independencia.

Tras el discurso, a las 15:30 el secretario de presidencia designado, Alejandro Sánchez, así como los ministros previstos, se tomaron un ómnibus turístico de la ciudad de Montevideo para llegar a hasta la Plaza Independencia donde Yamandú Orsi los nombraría oficialmente en sus cargos. A las 16:06 Yamandú Orsi y Carolina Cosse comienzan su camino a Plaza Independencia en un Hyundai IONIQ 5, un auto completamente eléctrico. Durante el trayecto, a las 16:15, el presidente y la vicepresidenta rompieron el protocolo haciendo frenar el auto que los trasladaba para bajar y saludar a la organización de Madres y Familiares de Uruguayos Detenidos Desaparecidos, para luego volver subirse al auto y continuar su marcha por Avenida Libertador, para tomar luego la calle Río Negro y finalmente 18 de Julio hasta la Plaza Independencia.

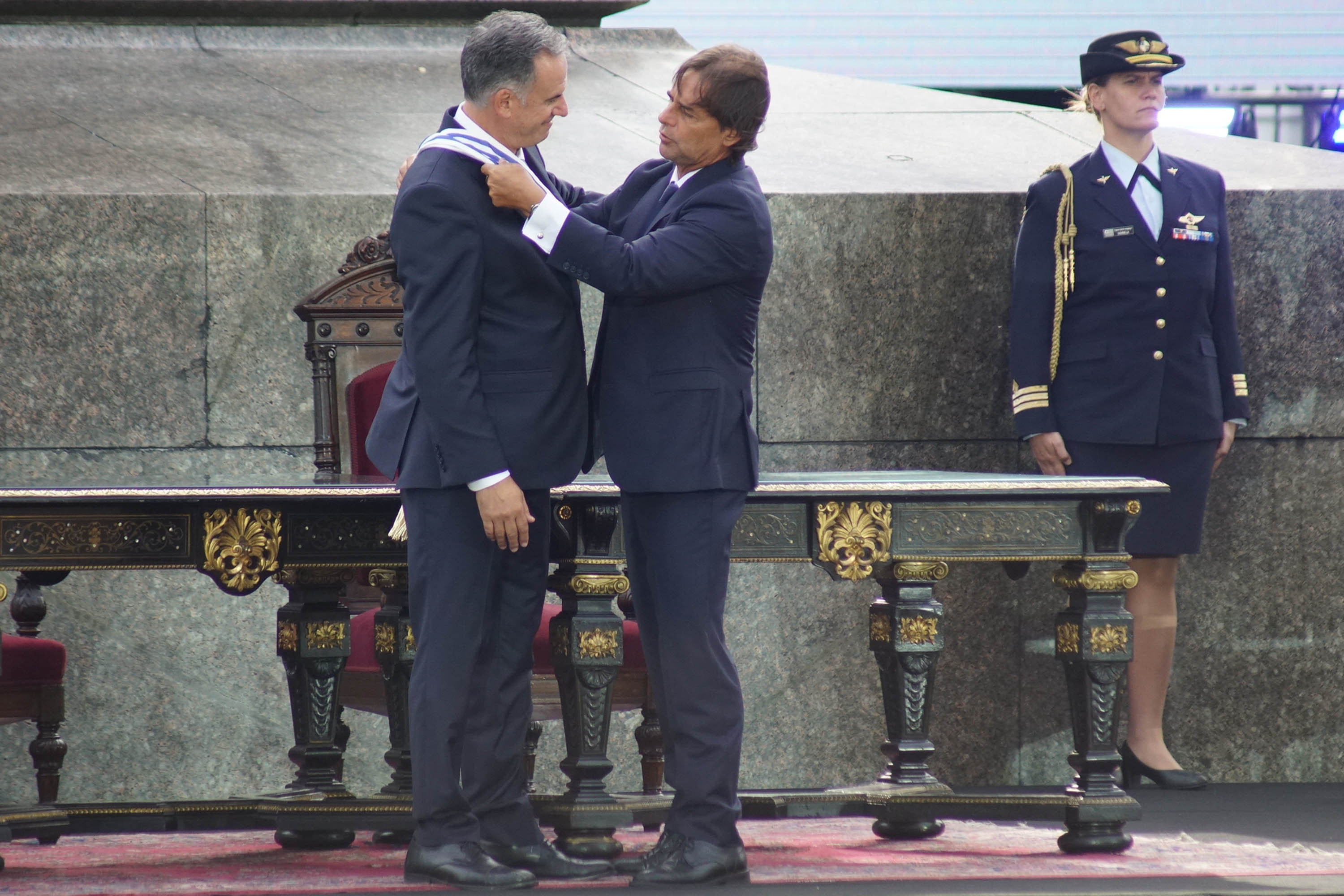
Luis Lacalle Pou entregando la banda presidencial a Yamandú Orsi en la Plaza Independencia.

A las 16:50, unos veinte minutos más tarde de lo planificado, Yamandú Orsi y Carolina Cosse llegaron a Plaza Independencia, donde se encontraban Luis Lacalle Pou y Beatriz Argimón. La aparición del presidente saliente Luis Lacalle Pou en escena para esperar a su sucesor despertó una polémica y grosera silbatina de parte de los militantes del Frente Amplio que quedó registrada en la transmisión oficial. A las 17:00, Lacalle Pou le pasa la banda presidencial a Yamandú Orsi. Luego de la entrega de la banda presidencial, la ceremonia continuó con las designaciones oficiales de Alejandro Sánchez como secretario de la Presidencia, Jorge Díaz como prosecretario y todos los ministros. De esa forma, concluyó la ceremonia de asunción para dar inicio al desfile militar. A las 17:25 el presidente Yamandú Orsi tomó la palabra y se dirigió a la población con un discurso sin apuntes.
Tras el discurso del nuevo mandatario, Yamandú Orsi y Carolina Cosse se dirigieron al Palacio Estévez para saludar a la ciudadanía desde el balcón. Junto al presidente y la vicepresidenta también estuvieron la esposa y los hijos de Orsi. En el tradicional saludo desde el balcón del Palacio Estévez, la euforia de la esposa del jefe de Estado, Laura Alonsopérez resultó posteriormente polémica, haciendo la «V» de la victoria con sus dedos y cantando con los militantes. El acto protocolar finalizó con el posterior saludo del nuevo presidente a las delegaciones extranjeras que una a una fueron desfilando para trasladarle las felicitaciones en este nuevo período de gobierno. Yamandú Orsi estuvo acompañado en esa instancia por el ministro de Relaciones Exteriores, Mario Lubetkin. Cercanos a las 20:00 en Plaza Independencia continuaron los festejos con un espectáculo de músicos nacionales.

## Participantes internacionales

### Jefes de Estado y de gobierno

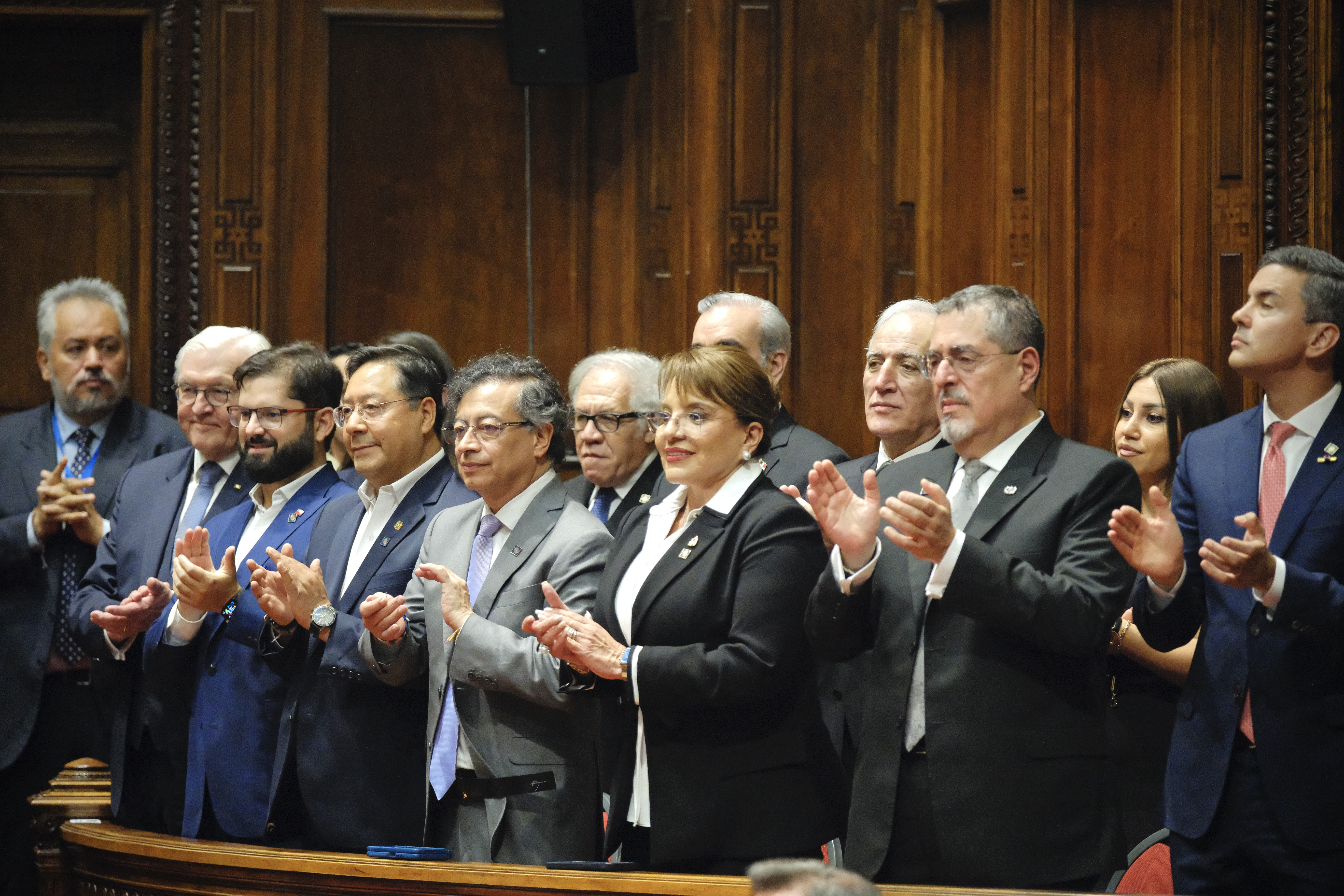
Delegaciones extranjeras en el Palacio Legislativo.

- Frank-Walter Steinmeier, presidente de Alemania.[10]
- Vahagn Jachaturián, presidente de Armenia.[11]
- Luis Arce, presidente de Bolivia.[12]
- Luiz Inácio Lula da Silva, presidente de Brasil.[13]
- Gabriel Boric, presidente de Chile.[14]
- Gustavo Petro, presidente de Colombia.[15]
- Felipe VI, rey de España.[16]
- Bernardo Arévalo, presidente de Guatemala.[17]
- Xiomara Castro, presidenta de Honduras.[18]
- José Raúl Mulino, presidente de Panamá.[19]
- Santiago Peña, presidente de Paraguay.[20]
- Brahim Gali, presidente de la República Árabe Saharaui Democrática.[21]
- Luis Abinader, presidente de la República Dominicana.[22]

### Otros invitados
- Yolanda Díaz, vicepresidenta segunda del Gobierno de España; José Manuel Albares, ministro de Relaciones Exteriores de España; Diana Riba, diputada del Parlamento Europeo de España; y Oriol Junqueras, presidente de ERC.[23][24][25]
- Axel Kicillof, gobernador de la provincia de Buenos Aires.[26]
- Fernando Gray, intendente de Esteban Echeverria y presidente de Mercociudades.[27]
- Lázaro Cárdenas Batel, jefe de Oficina de la Presidencia de la República de México.[28]
- Katie Britt, senadora estadounidense por Alabama (enviada especial de Donald Trump).[29]
- Carlos Ruiz, viceministro de Relaciones Exteriores de Panamá, y Maricel Cohen de Mulino, primera dama de Panamá.
- Rubén Ramírez Lezcano, ministro de Relaciones Exteriores de Paraguay.
- Luis Almagro, secretario general de la Organización de los Estados Americanos.[30]
- José Manuel Salazar-Xirinachs, secretario ejecutivo de la Comisión Económica para América Latina y el Caribe (CEPAL).[31]
- Luisa González, candidata presidencial de Ecuador.[32]

## Expresidentes de Uruguay presentes
- Julio María Sanguinetti (1985-1990; 1995-2000)
- Luis Lacalle Herrera (1990-1995)
- José Mujica (2010-2015)